# Pścininek
Pścininek (do końca roku 2011: Pścinek) – wieś w Polsce położona w województwie kujawsko-pomorskim, w powiecie radziejowskim, w gminie Bytoń.

## Podział administracyjny
W latach 1975–1998 miejscowość administracyjnie należała do województwa włocławskiego.

## Nazwa
1 stycznia 2012 zmieniono urzędowo nazwę miejscowości z Pścinek na Pścininek.

## Demografia
W 2007 roku miejscowość była zamieszkiwana przez 69 osób. Według Narodowego Spisu Powszechnego (III 2001 r.) liczyła 54 mieszkańców. Jest najmniejszą miejscowością gminy Bytoń.